# Méditations pascaliennes
Méditations pascaliennes est un livre du sociologue français Pierre Bourdieu paru en 1997.
Bourdieu y mène une réflexion au sujet du champ scolastique, du travail intellectuel, et des conditions de sa production dont il est toujours tributaire. Jean-François Dortier illustre cette thèse à travers la métaphore du moment d'improvisation musicale : ce que l'on peut associer à l'expression d'un talent pur, détaché de tout travail préalable, qui matérialise spontanément l'esprit du musicien est en réalité le résultat d'une grande expertise et de nombreuses heures de travail et d'appréhension des normes classiques de la musique. L'assimilation de ces règles sont incorporées (habitus), intégrées comme ensemble de normes alors réinvesties dans le travail d'improvisation. Cela vaut pour la pensée, la raison, le travail intellectuel.

## Critique de la raison scolastique
Titre du premier chapitre de l'ouvrage, la critique de la raison scolastique a pour objet une critique du préjugé d'après lequel la pensée (artistique, philosophique...) pourrait s'exprimer indépendamment de ses conditions matérielles de production.  Autrement dit, que l'institution scolaire favorise l'incorporation de règles et de normes qui orientent subjectivement et objectivement les schèmes de représentation du sujet intellectuel. Et, précisément, que cette influence de l'institution est un impensé de l'histoire intellectuelle et qu'elle tend à consolider le préjugé d'après lequel certaines sciences et disciplines permettent l'expression de connaissances objectives au prétexte qu'elles effectuent un travail d'objectivation et de réflexion du sujet pensant sur lui-même. Autrement dit, que même dans l'activité d'objectivation (la statistique, l'enquête ethnographique, la recherche historique etc.) le sujet pensant est inclus dans son objet de recherche, sur lequel il projette un ensemble de représentations qui tendent à biaiser ses conclusions. Plus encore, que ce sujet pensant est susceptible de se convaincre de sa propre objectivité à l'usage de ces outils d'objectivation, ce qui le conduit à ignorer les limites de sa propre pensée dans l'activité intellectuelle.
De plus, Bourdieu insiste lourdement sur un impensé du champ scolastique : la disposition particulière qu'est la skholè ne peut qu'émerger chez des individus détachés  des urgences pratiques du monde où se situent les objets étudiés. Or, cette disposition exerce une forte influence normative sur les manières de connaître ces dits objets. C'est à partir de ce constat que Bourdieu affirme l'importance de mettre en valeur les présupposés implicites du champ scolastique au regard de ses manières de connaître : ce qui aurait pour vertu de limiter les déformations intellectuelles induites par l'ignorance des conditions socio-économiques qui permettent l'émergence d'une certaine disposition intellectuelle. Car, cette disposition particulière implique l'idée d'une raison universelle, laquelle dissimule l'institution d'un point de vue particulier, historique et socialement situé, derrière un langage de l'universalisme. Enfin, que cette naturalisation d'une disposition historique tend à légitimer des rapports de domination qui imposent des schèmes de représentations à l'ensemble de la population, tout en conservant l'illusion interne au champ scolastique que ce rapport de domination est naturel et universel.
A ce titre, Bourdieu dit que l'appartenance à un champ spécifique de l'activité intellectuelle (philosophie, littérature, arts etc.) implique l'adhésion à un ensemble de règles implicites qui sont au principe du sentiment d'urgence vis-à-vis des questions qu'elles mobilisent. Il parle "d'illusio" pour caractériser cette réalité implicite méconnue du sujet intellectuel dans l'exercice de son travail. En termes bourdieusiens, la logique propre à un champ, le « sens du jeu » est un habitus ignoré de ses acteurs.
Le cœur de sa critique de la raison scolastique réside ici. Les dispositions matérielles et intellectuelles de l'existence scolastique conduisent à penser que la raison seule est assez puissante pour créer les limites objectives de son espace d'intellection. Or, précisément, c'est un certain type de raison qui fabrique les limites de ce champ, et rend ipso facto inopérant son projet d'une capacité d'objectivation pure de la raison.Il écrit :
« Il n'est sans doute rien de plus difficile à appréhender, pour ceux qui sont immergés dans des univers où elle va se soi, que la disposition scolastique, exigée par ces univers ».

### Les fondements historiques de la raison
Titre du 3e chapitre de l'ouvrage, cette section se consacre à une réflexion au sujet de l'historicité de la raison. L'enjeu est fort de produire une critique de la raison et de la scolastique en employant pour ce faire les outils de la raison et de la scolastique. 

#### La loi et la violence de la loi
A l'aide de Pascal et d'un extrait des Pensées, Bourdieu revient sur la puissance de la coutume dans la croyance en la légitimité de la loi. Car, au principe de la solidité de cette croyance demeure l'imagination d'une certaine idée de justice. C'est ce qui fait conclure à Bourdieu que la loi ne doit être pensée qu'historiquement. Il en vient à affirmer le caractère purement arbitraire des fondements de la loi, que « l'accoutumance à la coutume » fait oublier. D'où l'importance de l'historiciser, pour ne pas oublier qu'aucun réalisme ne la dote de légitimité, qu'aucun universel ne la légitime au-delà du consensus. 
« L'exhibition de la maîtrise de la force » est un moyen de mettre en scène la non-nécessité d'y recourir pour le pouvoir. Cela produit, par imagination (au sens pascalien), une dynamique de  légitimation de la compétence de l’État à conserver l'ordre légal à partir de la croyance dans les signes de la force à être une force véritable et juste. Ces signes de la justice de la force, qui parent et entourent l'exercice du pouvoir, en font oublier sa dimension arbitraire et traduisent une grande puissance de légitimation. De fait, on assiste à la transition d'une violence physique vers une violence symbolique.